# Radio 1570
Radio 1570 är den nyaste varianten av radioenhet som nu lanseras för "EU Nordic Battlegroup 11 2011", och för prov inom Hemvärnet.